# Cúspio Fado
Cúspio Fado (em latim: Cuspius Fadus) governou a província romana da Judeia, na condição de Procurador, de 44 a 46, sendo substituído por  Tibério Alexandre.

## Biografia
Após a morte do rei Herodes Agripa I, o imperador Cláudio foi dissuadido, por seus conselheiros, a designar o príncipe Agripa (que se encontrava em Roma) para o trono de seu falecido pai, argumentando que ele era jovem demais (17 anos) para arcar com tamanha responsabilidade. Por conta disso, Cláudio reverteu a Judeia, outra vez, à condição de província,  designando o membro da ordem equestre, Cúspio Fado, seu governador (Procurador) .

### Disputas internas
Ao chegar à província, o procurador encontrou os habitantes da Pereia em estado de hostilidade contra os de Filadélfia (uma das cidade da Decápole, no norte da Palestina, localizada às vizinhanças do oásis de Faium), devido a disputas de fronteira.
Fado chamou para si a arbitragem da questão e, amparado na força militar, impôs sua decisão, acabando com a polêmica.

### A questão das vestes sacerdotais
Em seguida, ele provocou a irritação dos judeus, ao exigir que as vestes sagradas do Sumo Sacerdote fossem entregues ao procurador, para serem guardadas em Cesareia (capital da província), prática que fora implantada quando os romanos assumiram o governo direto da Judeia (ano 6), provavelmente para dar ao governador algum controle sobre as festas judaicas, que podiam se transformar em manifestações populares anti-romanas. Como essas festas necessitavam da presença do Sumo Sacerdote, devidamente paramentado, ao suspeitar que a festividade iria se degenerar em protestos contra Roma, o governador podia impedir sua realização, negando-se a liberar as vestes sacerdotais.
Essa prática durara até o ano 36, quando fora abolida pelo governador da Síria, Lúcio Vitélio. Agora, que a situação na província estava se tornando ameaçadora, Fado decidira restaurar a prática. A situação tornou-se bastante tensa, com crescente protesto dos judeus e a chegada de uma tropa enviada pelo legado da Síria, Cássio Longino, para reforçar as forças romanas.
Afinal, decidiu-se que a questão seria resolvida pelo imperador. Os judeus enviaram uma embaixada a Roma e, com a ajuda do jovem Agripa, conseguiram que Cláudio revogasse a exigência.

### Teudas
Foi ainda no governo de Fado que surgiu na Judeia um dos vários "profetas" desse tempo, cujo nome era Teudas (provavel abreviação de Teodosios). Segundo Flávio Josefo, considerando-se um segundo Moisés, ele convenceu uma grande quantidade de pessoas a segui-lo até o rio Jordão, cujas águas seriam por ele fendidas, abrindo-se uma passagem para o povo atravessar até a outra margem). Cientificado do que estava acontecendo, e entendendo que a mobilização popular era um risco potencial para a segurança de seu governo, Fado mandou um destacamento de cavalaria, que caiu de surpresa sobre a massa humana, matando muitos e fazendo vários prisioneiros. Capturado vivo, o "messias" foi degolado e sua cabeça levada a Jerusalém.
Há uma referência a Teudas no Novo Testamento (Atos 5:36).